# Adsum
Adsum (lat. für „hier bin ich“) ist im römischen Ritus bei den Riten der Ordination oder auch bei der Jungfrauenweihe die Antwort auf den namentlichen Aufruf der Kandidaten durch den Bischof vor der versammelten Gemeinde. Aufruf und Antwort, die nach der Eröffnung des Gottesdienstes und noch vor der Weihehandlung stattfinden, erfolgen dabei sinnbildlich vor der ganzen Kirche, die die Kandidaten zur Weihe erwählt. 
In der außerordentlichen Form des römischen Ritus, in der die niederen Weihen noch gespendet werden, werden auch zu diesen die Kandidaten namentlich aufgerufen und antworten auf den Ruf mit „Adsum“.
Die Form des Ritus stützt sich auf die Perikope aus dem ersten Buch Samuel (1 Sam 3,4–5 ), in der Gott den Propheten Samuel beruft und dieser antwortet: „Hier bin ich, denn du hast mich gerufen“.